# Skin Trade
Cet article concerne le livre de George R. R. Martin. Pour la chanson de Duran Duran, voir Skin Trade.
Skin Trade (titre original : The Skin Trade) est un roman court fantastique de l'écrivain américain George R. R. Martin publié en langue originale en 1988 et en France en 2012. Il a obtenu le prix World Fantasy du meilleur roman court 1989.

## Résumé
Lorsqu'une vague de meurtres frappe la ville qu'elle croyait si bien connaître, Randi Wade, détective privée, est immédiatement en alerte. Non content d'ôter la vie à ses victimes. le tueur les dépossède également de leur peau : un mode opératoire qui rappelle cruellement à la jeune femme l'assassinat de son père vingt ans plus tôt. Déterminée à résoudre cette affaire avec ou sans l'aide de la police.
ce n'est pas seulement dans le labyrinthe des rues que Randi devra mener l'enquête, mais dans les recoins les plus sombres de son passé.

## Personnages
- Randi Wade
- Frank Wade
- William « Willie » Flambeau
- Joan « Joanie » Sorensen
- Jonathan Harmon
- Barry Schamacher
- Joseph Urquhart

## Éditions
- The Skin Trade, in Night Visions 5, Dark Harvest, mai 1988, 274 p.  (ISBN 0-913165-31-X)
- Skin Trade, ActuSF, coll. « Perles d'épice » no 7, 10 février 2012, trad. Annaïg Houesnard, 184 p.  (ISBN 978-2-917689-34-9)
- Skin Trade, J'ai lu, coll. « SF » no 978-2-290-10119-3, 1er octobre 2014, trad. Annaïg Houesnard, 192 p.  (ISBN 978-2-290-10119-3)
- Skin Trade, ActuSF, coll. « Perles d'épice », 6 décembre 2019, trad. Annaïg Houesnard  (ISBN 978-2-37686-201-7)